# Hèracles de Macedònia
Hèracles (en grec antic Ἡρακλῆρ) era un fill d'Alexandre el Gran i de Barsine, filla del sàtrapa persa Artabazos II i viuda de Memnó de Rodes.
Encara que il·legítim els seus drets van ser posats damunt la taula a la mort d'Alexandre el 323 aC per Nearc, que va ser el seu únic defensor i no se'n va sortir. El jove príncep estava llavors a Pèrgam amb la seva mare, i la seva candidatura va ser mal rebuda per la resta dels diàdocs, però no va marxar de la ciutat. Aparentment els altres rivals al tron el van oblidar fins al 310 aC (tindria uns 17 anys) quan Polipercó el va treure de l'oblit uns mesos després de l'assassinat d'Alexandre IV de Macedònia, el fill de Roxana, i de Roxana mateixa, per Cassandre, fet que el va deixar com a únic representant viu de la sang d'Alexandre.
Pel fet de ser el darrer membre de la dinastia va tenir una gran simpatia i Polipercó va poder reunir un exèrcit de vint mil homes i mil cavallers amb el que va avançar cap a Macedònia. Cassandre els va sortir al pas a Trampyae al districte de Stymphea, però per por que els seus soldats no es passessin a Hèracles, es va retirar i va entrar en negociacions amb Polipercó per repartir-se Grècia, al que va aconseguir convèncer per fer matar Hèrcules. El van convidar a un banquet i quan la festa es va acabar per ordre de Polipercó va ser assassinat ell i la seva mare, l'any 309 aC.